# Fovea costalis superior

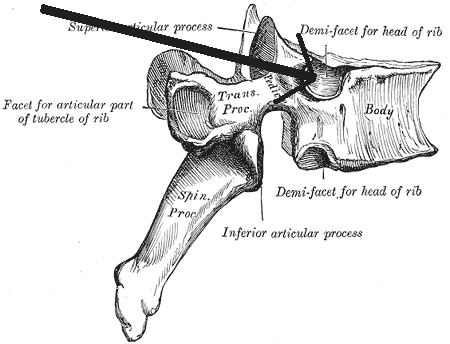
Egy hátcsigolya oldalról (a nyíl mutatja az illeszkedési helyet)

A fovea costalis superior azon része a csigolyának, ahova beilleszkedik a borda. Ez a rész a csigolya felső részén található.